# شعبة حبير (ذي السفال)
شعبة حبير هي إحدى قرى عزلة حبير بمديرية ذي السفال التابعة لمحافظة إب، بلغ تعداد سكانها 628 نسمة حسب تعداد اليمن لعام 2004.